# Mu'tah
Mu'tah (arabiska: مؤتة) är en stad i Karak i Jordanien. Den är främst känd för slaget vid Mu'tah år 629, den första militära sammandrabbningen mellan arabiska muslimer och Bysantinska riket. Mu'tahs universitet finns i staden.